# Communauté de communes de la Vallée d'Ossau

Intercommunalités des Pyrénées-Atlantiques depuis 2018.

La  communauté de communes de la Vallée d'Ossau  est une communauté de communes française, située dans le département des Pyrénées-Atlantiques.

## Historique
La communauté de communes a été créée le 29 juillet 1964.

## Territoire communautaire

### Géographie
Située au sud-est  du département des Pyrénées-Atlantiques, la communauté de communes de la Vallée d'Ossau regroupe 18 communes et présente une superficie de 619,9 km2.

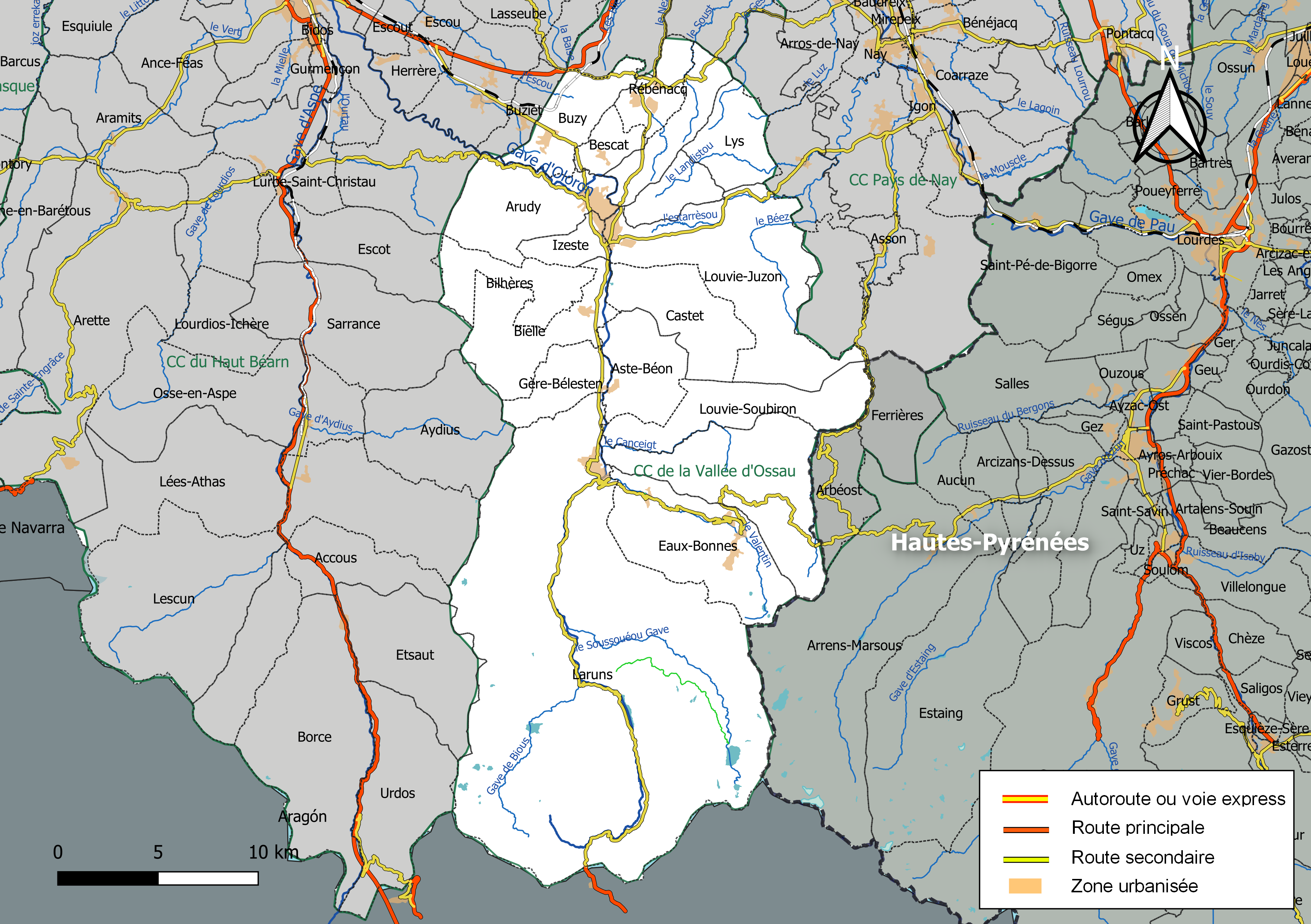
Carte de la communauté de communes de la Vallée d'Ossau au 1er janvier 2019.

### Composition

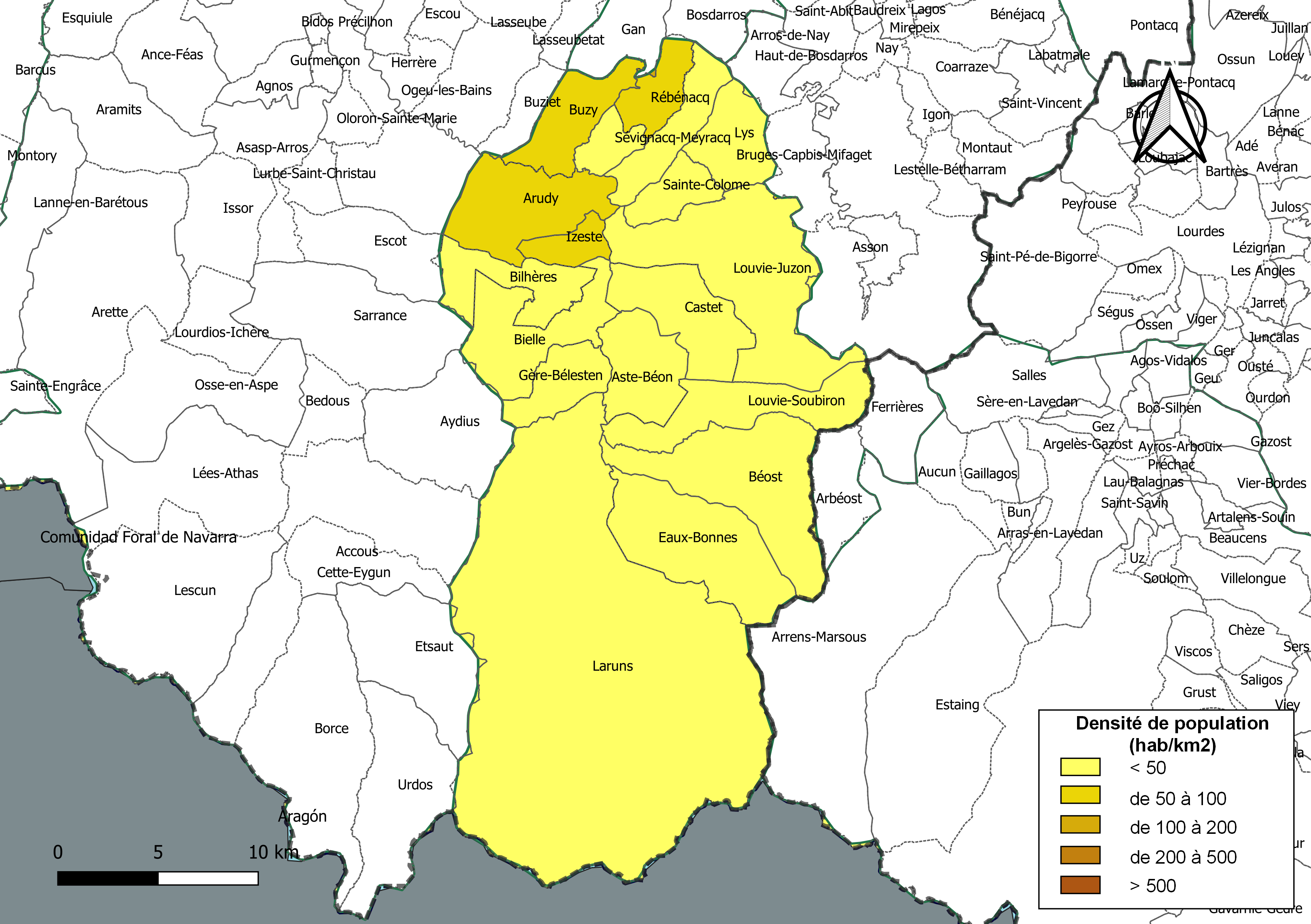
Carte des densités de population (millésimée 2016) des communes de la communauté de communes de la Vallée d'Ossau. Composition en communes au 1er janvier 2019.

La communauté de communes est composée des 18 communes suivantes :

| Nom               | Code Insee | Gentilé                           | Superficie (km2) | Population (dernière pop. légale) | Densité (hab./km2) |
| ----------------- | ---------- | --------------------------------- | ---------------- | --------------------------------- | ------------------ |
| Arudy (siège)     | 64062      | Arudyens                          | 28,23            | 2 238 (2022)                      | 79                 |
| Aste-Béon         | 64069      | Astois et Béonais                 | 19,05            | 225 (2022)                        | 12                 |
| Béost             | 64110      | Beostois                          | 43,5             | 228 (2022)                        | 5,2                |
| Bescat            | 64116      | Bescatais                         | 6,81             | 248 (2022)                        | 36                 |
| Bielle            | 64127      | Biellois                          | 25,37            | 377 (2022)                        | 15                 |
| Bilhères          | 64128      | Bilhérois                         | 17,19            | 155 (2022)                        | 9                  |
| Buzy              | 64157      | Buzéens                           | 16,7             | 1 011 (2022)                      | 61                 |
| Castet            | 64175      | Casterès                          | 23,53            | 141 (2022)                        | 6                  |
| Eaux-Bonnes       | 64204      | Eaux-Bonnais                      | 38,52            | 203 (2022)                        | 5,3                |
| Gère-Bélesten     | 64240      | Gère-Bélestinois                  | 12,82            | 186 (2022)                        | 15                 |
| Izeste            | 64280      | Isestois                          | 6,84             | 441 (2022)                        | 64                 |
| Laruns            | 64320      | Larunsois                         | 248,96           | 1 178 (2022)                      | 4,7                |
| Louvie-Juzon      | 64353      | Louveteaux                        | 55,65            | 1 073 (2022)                      | 19                 |
| Louvie-Soubiron   | 64354      | Louvie-Soubironnais               | 26,66            | 130 (2022)                        | 4,9                |
| Lys               | 64363      | Lysois                            | 15,4             | 322 (2022)                        | 21                 |
| Rébénacq          | 64463      | Rébénacquois                      | 10,5             | 643 (2022)                        | 61                 |
| Sainte-Colome     | 64473      | Saints-Colombiens/Saints-Colomois | 9,35             | 356 (2022)                        | 38                 |
| Sévignacq-Meyracq | 64522      | Sévignacquais                     | 14,81            | 573 (2022)                        | 39                 |

### Démographie
| 1968   | 1975   | 1982   | 1990   | 1999  | 2008   | 2013  | 2019  |
| ------ | ------ | ------ | ------ | ----- | ------ | ----- | ----- |
| 11 500 | 11 016 | 10 609 | 10 469 | 9 953 | 10 149 | 9 992 | 9 662 |

## Compétences
- Adhésion à un pays
- Aménagement berges rivières et plans d’eau
- Aménagement de l’espace
- Assainissement individuel
- Bâtiments - Relais
- Chemins de randonnée
- Collecte des ordures ménagères
- Communication (information, audiovisuel, Télévision)
- Création et gestion de zones d’activités
- Développement économique
- Logement et cadre de vie
- Politique d’aide à la jeunesse
- Politique d’aide aux personnes âgées
- Promotion touristique - élaboration produits
- T.I.C.
- Tourisme
- Traitement des ordures ménagères

## Président
Jean-Pierre Casaubon, adjoint au maire DVG d'Arudy.

## Directeur Général des Services
Eric Villacampa.